# Sphenomorphus megalops
Sphenomorphus megalops är en ödleart som beskrevs av  Annandale 1906. Sphenomorphus megalops ingår i släktet Sphenomorphus och familjen skinkar.
Artens utbredningsområde är Sri Lanka. Inga underarter finns listade i Catalogue of Life.